# Krystyna Żywulska

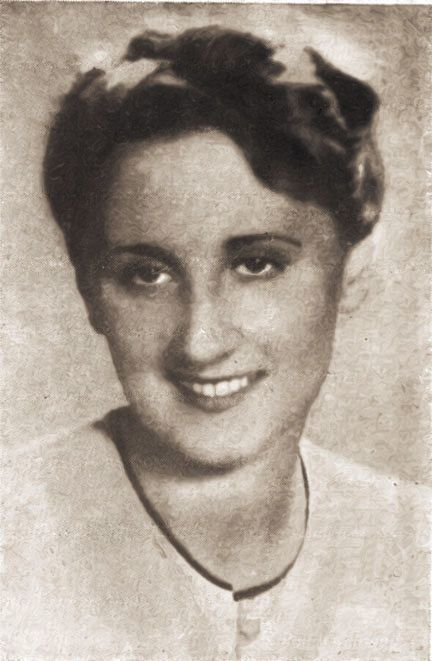
Krystyna Żywulska

Krystyna Żywulska, Pseudonym von  (Sonia) Landau, (geboren am 1. September 1914 in Łódź, Russisches Kaiserreich; gestorben am 1. August 1992 in Düsseldorf) war eine polnische Schriftstellerin, Widerstandskämpferin und Auschwitzüberlebende.

## Leben
Sonia Landau wuchs in Łódź auf und begann in Warschau ein Jurastudium. Nach dem deutschen Überfall auf Polen 1939 flüchtete sie, da sie jüdischer Abstammung war, zunächst in den Osten nach Lemberg und lebte dann wieder bei ihrer Familie in Warschau im von den deutschen Besatzern eingerichteten Warschauer Ghetto. 1942 konnte sie aus dem Ghetto entkommen und lebte in der Illegalität. Sie schloss sich dem polnischen Widerstand an und arbeitete in einer Gruppe, die gefälschte Dokumente herstellte. 1943 wurde sie von den Deutschen verhaftet und verbrachte drei Monate im Gefängnis Pawiak. Beim Gestapo-Verhör änderte sie ihren Namen in Krystyna Żywulska. Sie wurde zum Tode verurteilt, dann aber als politischer Häftling in das Konzentrationslager Auschwitz deportiert. Von dort wurde sie in ein Frauenkommando abgeordnet, das die Neuzugänge im Vernichtungslager Auschwitz-Birkenau registrieren sollte. In dem „Kanada“ genannten Bereich in unmittelbarer Nähe zu den Gaskammern arbeitete mit ihr auch die spätere israelische Kinderpsychologin Batsheva Dagan.
In Auschwitz schrieb Krystyna Żywulska Gedichte wie Morgenappell, Der nie abgeschickte Brief, Der Ausmarsch und Vorher waren hier Birken, die unter den Gefangenen insgeheim weitergegeben und auswendig gelernt wurden. Die meisten dieser Gedichte gingen verloren, nur acht von ihnen sind noch feststellbar, vier arbeitete sie in ihr Buch Przeżyłam Oświęcim ein.
1945 gelang Żywulska auf einem Todesmarsch (Auschwitz-Loslau) die Flucht. 1946 veröffentlichte sie ihre Lagererinnerungen unter dem Titel Ich überlebte Auschwitz. Sie heiratete ihren Jugendfreund Leon Andrzejewski (1910–1978), dem bei Kriegsbeginn die Flucht in die Sowjetunion gelungen war. Ihr Mann machte Karriere im Sicherheitsapparat des kommunistischen Polens, und sie bekamen zwei Kinder. Sie schrieb nun Satiren, Feuilletons, verfasste Spottgedichte, Epigramme und Limericks. Ihre Kabarettmonologe, Sketche und Liedertexte kamen in Polen zur Aufführung und wurden in Radio und Film rezitiert. Das Magazin Szpilki druckte ihre Texte, und die Sängerin Sława Przybylska machte 1968 ihr Lied Żyje się raz bekannt.
Ende der fünfziger Jahre begegnete sie in Warschau Thomas Harlan, Sohn des Regisseurs Veit Harlan, der während der NS-Zeit Propagandafilme gedreht hatte. Harlan arbeitete dort in Archiven über NS-Verbrechen und die in der Bundesrepublik Deutschland wieder zu Beruf und Ehren gekommenen NS-Täter. Sie half ihm bei den Recherchen, deren Veröffentlichung in der Bundesrepublik nicht erwünscht war, die aber dazu beitrugen, die deutschen NS-Prozesse der sechziger Jahre in Gang zu bringen. Harlan wollte das Material zu einem großen literarischen Werk ausbauen, was ihm letztlich nicht gelang. Die beiden wurden ein Liebespaar, was ihren Mann und die Warschauer Gesellschaft skandalisierte, bis Harlan 1964 aus Polen ausgewiesen wurde. Żywulska traf Harlan noch in Mailand und Paris, bis die Beziehung endete, die dreißig Jahre später von Andrzej Szczypiorski so kommentiert wurde: „Eine törichtere Liebe als die, die eine alternde Jüdin gegenüber einem verrückten jungen Deutschen hegt, ist schwer vorstellbar“.
Żywulska schrieb 1963 ihr zweites Buch Leeres Wasser über die Erlebnisse im Warschauer Ghetto, das Buch wurde 1972 vom damaligen Musiker des Häftlingsorchesters in Auschwitz Szymon Laks ins Französische übersetzt. Ihre Satiren fanden Ende der sechziger Jahre in Polen keine Resonanz mehr, als dort eine erneute antisemitische Hetze losgetreten und die Jüdin Żywulska verfemt wurde. Żywulska emigrierte mit den Söhnen 1968 in das „Land der Täter“ und kam von München nach Düsseldorf, wo sie eine Wohnung und neue Freunde fand. Sie übersetzte ihre beiden autobiografischen Bücher und auch die Gedichte selbst ins Deutsche und präsentierte sie auf Lesereisen. Im Alter entdeckte sie für sich die Malerei. Der Kölner Maler David Ostrowski ist ihr Enkel.

## Rezeption
Maria Nurowskas Roman Briefe der Liebe (Listy miłości) nahm 1991 autobiografische Themen Żywulskas aus ihrer Zeit im Konzentrationslager auf, die sie mit Nurowska besprochen hatte. Liane Dirks verarbeitete 1998 Tagebuchaufzeichnungen und Gespräche mit Zywulska in ihrem Werk Krystyna. Und die Liebe? frag ich sie, das halb Dokument und halb literarische Stilisierung ist, um den, laut Szczypiorski von ihr nur halb geäußerten, Wahrheiten näher zu kommen. 2012 komponierte Jake Heggie die Kurzoper Another Sunrise, in der die Protagonistin (Żywulska) nächtens versucht, eine Sprache für ihre Erinnerungen zu finden, um diese in einer Tonbandaufnahme zu konservieren.

## Werke (Auswahl)
- Przeżyłam Oświęcim. Spółdzielnia Wydawnicza „Wiedza“, Warschau 1946.
  - Wo vorher Birken waren. Überlebensbericht einer jungen Frau aus Auschwitz-Birkenau. Kindler, München 1979, ISBN 3-463-00763-0.
- Pusta Woda. Warschau 1963
  - Leeres Wasser: Roman nach authentischen Erlebnissen. Darmstädter Blätter, Darmstadt 1980, ISBN 3-87139-061-5.
- Tanz, Mädchen... Vom Warschauer Getto nach Auschwitz. Ein Überlebensbericht. Übersetzung durch die Autorin. Vorwort Vercors, Übersetzung Ferdinand Kolbe. Zusammenfassung und Überarbeitung der beiden Bände. dtv, München 1988, ISBN 3-423-10983-1.
- Die reine Wahrheit: Satiren. Eremiten-Presse, Düsseldorf 1983, ISBN 3-87365-196-3.
- Zu Ehren der Familie, und andere Satiren. Herbig, München 1988, ISBN 3-7766-1513-3.